# Чемпіонат світу з легкої атлетики серед юніорів 2024
Чемпіонат світу з легкої атлетики серед юніорів 2024 був проведений 27-31 серпня в Лімі на легкоатлетичному стадіоні Національного олімпійського селища.
Рішення про проведення чемпіонату в Лімі було прийнято Радою Світової легкої атлетики 1 грудня 2021. 5 квітня 2023 було оприлюднено повідомлення про те, що Ліма не зможе прийняти змагання через «політичну нестабільність та громадські заворушення, а також стихійні лиха» у країні. Про нового господаря світової юніорської першості-2024 мало бути повідомлено додатково. Зрештою, 14 серпня 2023 було оголошено, що перуанська столиця таки прийматиме чемпіонат світу внаслідок стабілізації політичної та безпекової ситуації в країні.
До участі у змаганнях допускалися спортсмени 2005—2008 років народження за умови виконання встановлених нормативів.
Розклад дисциплін був оприлюднений у грудні 2023.

## Призери

### Юніори
| Дисципліни                | Золото | Золото        | Срібло                                                                                          | Срібло         | Бронза                                                                     | Бронза         |
| ------------------------- | --- | ------------- | ----------------------------------------------------------------------------------------------- | -------------- | -------------------------------------------------------------------------- | -------------- |
| 100 метрів                | Баянда Валаза ПАР                                                                                               | 10,19         | Пуріпол Бунсон Таїланд                                                                          | 10,22          | Бредлі Нкоана ПАР                                                          | 10,26          |
| 200 метрів                | Баянда Валаза ПАР                                                                                               | 20,52         | Гоут Гоут Австралія                                                                             | 20,60          | Джейк Оді-Джордан Велика Британія                                          | 20,81 SB       |
| 400 метрів                | Удеме Окон ПАР                                                                                                  | 45,69         | Джейден Девіс США                                                                               | 46,08          | Сіді Енджі США                                                             | 46,29          |
| 800 метрів                | Генераль Аянса Ефіопія                                                                                          | 1.46,86       | Пейтон Крейг Австралія                                                                          | 1.46,95        | Отіай Ко Японія                                                            | 1.47,03        |
| 1500 метрів               | Абдіса Фаїса Ефіопія                                                                                            | 3.40,51       | Камерон Маєрс Австралія                                                                         | 3.40,60        | Алекс Пінтадо Іспанія                                                      | 3.41,03        |
| 3000 метрів               | Андреас Гальворсен Норвегія                                                                                     | 8.20,56       | Деніс Кіпкоеч Кенія                                                                             | 8.20,79        | Едвард Берд Велика Британія                                                | 8.21,00        |
| 5000 метрів               | Ендрю Аламісі Кенія                                                                                             | 13.41,14      | Абдіса Фаїса Ефіопія                                                                            | 13.41,56       | Кенет Кіпроп Уганда                                                        | 13.41,73 SB    |
| 110 метрів з бар'єрами    | Джакобе Тарп США                                                                                                | 13,05 WU20L   | Андре Корбмахер США                                                                             | 13,14 PB       | Чень Юаньдзян КНР                                                          | 13,21 NU20R    |
| 400 метрів з бар'єрами    | Венс Нільссон США                                                                                               | 49,26 WU20L   | Міхал Рада Чехія                                                                                | 49,30 NU20R    | Антті Сайніо Фінляндія                                                     | 49,61          |
| 3000 метрів з перешкодами | Едмунд Серем Кенія                                                                                              | 8.15,28 WU20L | Меттью Косгеї Кенія                                                                             | 8.17,46 PB     | Хайлу Аялеу Ефіопія                                                        | 8.24,08 PB     |
| 4×100 метрів              | ЯмайкаДжейс Віттер Гері Кард Найрон Вейд Деандре Дейлі                                                          | 39,18         | Велика БританіяДжейк Оді-Джордан Джоел Мастерс Дін Паттерсон Тедді Вілсон Фабіан Павелл (забіг) | 39,20          | ТаїландВірают Денханоб Саравут Нуансі Чутітхат Пруксорранан Пуріпол Бунсон | 39,39 NU20R    |
| 4×400 метрів              | СШАДжейден Девіс Ксав'єр Дональдсон Александер Родес Сіді Енджі Грант Бакміллер (забіг) Гебрієл Клемент (забіг) | 3.03,56       | ПАРБраян Кату Сіле Малангу Нджабуло Мбата Удеме Окон Крін Ромейн (забіг)                        | 3.05,22        | АвстраліяКалеб Кілпатрік Джетт Гранді Джек Дегуара Джордан Гілберт         | 3.05,53        |
| Ходьба 10000 метрів       | Раєн Шерні Туніс                                                                                                | 39.24,85 CR   | Емільяно Барба Мексика                                                                          | 39.27,10 AU20R | Джузеппе Дізабато Італія                                                   | 39.31,25 NU20R |
| Стрибки у висоту          | Скотті Вайнс США                                                                                                | 2,25 PB       | Маттео Сіолі Італія                                                                             | 2,23 PB        | Накатані Кайсей Японія                                                     | 2,19           |
| Стрибки з жердиною        | Хендрік Мюллер Німеччина                                                                                        | 5,45          | Йосіда Рікуя Японія                                                                             | 5,40 PB        | Ян Крчек Чехія                                                             | 5,30 PB        |
| Стрибки у довжину         | Роко Форкаш Хорватія                                                                                            | 8,17          | Лука Бошкович Сербія                                                                            | 7,93           | Мейсон Мак-Гродер Австралія                                                | 7,80 PB        |
| Потрійний стрибок         | Ітан Олів'єр Нова Зеландія                                                                                      | 17,01         | Карсон Гордон США                                                                               | 16,74 PB       | Ма Інлун КНР                                                               | 16,30 PB       |
| Штовхання ядра            | Ярно ван Дален Нідерланди                                                                                       | 20,76         | Джей-Ел ван Ренсбург ПАР                                                                        | 20,74 PB       | Георг Харпф Німеччина                                                      | 20,28 PB       |
| Метання диска             | Брайс Руланд США                                                                                                | 62,59 PB      | Ярно ван Дален Нідерланди                                                                       | 62,22 PB       | Міко Лампінен Фінляндія                                                    | 62,20 PB       |
| Метання молота            | Йосиф Кесідіс Кіпр                                                                                              | 82,80 WU20L   | Імре Роланд Угорщина                                                                            | 75,33 PB       | Армін Сабадош Угорщина                                                     | 74,88          |
| Метання списа             | Том Тершек Словенія                                                                                             | 76,81 PB      | Ван Сяобо КНР                                                                                   | 75,50 PB       | Ойсін Джойс Ірландія                                                       | 73,89 NU20R    |
| Десятиборство             | Томас Ярвінен Чехія                                                                                             | 8425 CR       | Губерт Тросьцянка Польща                                                                        | 8230 NU20R     | Флоріан Врізен Нідерланди                                                  | 7820 PB        |

| Дисципліни                | Золото | Золото      | Срібло                                                                                      | Срібло      | Бронза | Бронза      |
| ------------------------- | --- | ----------- | ------------------------------------------------------------------------------------------- | ----------- | --- | ----------- |
| 100 метрів                | Алана Рейд Ямайка                                                                                         | 11,17       | Адейджа Годж Британські Віргінські Острови                                                  | 11,27       | Кішона Найлс Барбадос                                                                                          | 11,37       |
| 200 метрів                | Адейджа Годж Британські Віргінські Острови                                                                | 22,74       | Торрі Льюїс Австралія                                                                       | 22,88 PB    | Шаноя Дуглас Ямайка                                                                                            | 23,10       |
| 400 метрів                | Лурдес Глорія Мануель Чехія                                                                               | 51,29       | Даянна Проктор Канада                                                                       | 51,98 PB    | Зая Акінс США                                                                                                  | 52,00       |
| 800 метрів                | Сара Мораа Кенія                                                                                          | 2.00,36     | Клаудія Голлінгсворт Австралія                                                              | 2.00,87     | Софія Горр'яран США                                                                                            | 2.01,04     |
| 1500 метрів               | Сарон Берхе Ефіопія                                                                                       | 4.16,64     | Рейчел Форсайт Канада                                                                       | 4.17,94     | Йоланда Каллабіс Німеччина                                                                                     | 4.19,34     |
| 3000 метрів               | Алешинь Бавеке Ефіопія                                                                                    | 8.50,32     | Маріон Джепнгетіч Кенія                                                                     | 8.52,37     | Марта Алемайо Ефіопія                                                                                          | 8.53,64     |
| 5000 метрів               | Медіна Ейса Ефіопія                                                                                       | 14.39,71 CR | Мекедес Алемешете Ефіопія                                                                   | 14.57,44    | Чаріті Чероп Уганда                                                                                            | 15.25,02 PB |
| 100 метрів з бар'єрами    | Керріка Гілл Ямайка                                                                                       | 12,99       | Мія Вілд Хорватія                                                                           | 13,15       | Дельта Амідзовські Австралія                                                                                   | 13,24       |
| 400 метрів з бар'єрами    | Мета Тюмба Франція                                                                                        | 55,59 NU20R | Вікторія Гадайська Польща                                                                   | 56,87 NU20R | Ханна ван Нікерк ПАР                                                                                           | 56,98 PB    |
| 3000 метрів з перешкодами | Сембо Альмаєу Ефіопія                                                                                     | 9.12,71 CR  | Лойс Чеквемої Уганда                                                                        | 9.18,84 PB  | Даяна Сігеї Чепкемої Кенія                                                                                     | 9.29,84 PB  |
| 4×100 метрів              | ЯмайкаШаноя Дуглас Аллія Бейкер Бріана Кемпбелл Алана Рейд Сабріна Докері (забіг)                         | 43,39       | ШвейцаріяТімея Ранкль Лія Тальманн Хлої Рабак Алічія Мазіні                                 | 44,06 NU20R | КанадаСаванна Блейр Даянна Проктор Ешлі Одіазе Реней-Роксан Тедга К'яра Вебб (забіг)                           | 44,60       |
| 4×400 метрів              | СШАМікейла Мутон Олівія Гарріс Джозі Донельсон Зая Акінс Лейклі Дот-Баррон (забіг) Ізабелла Нішоу (забіг) | 3.30,74     | АвстраліяАмелія Роу Белла Паскуаль Джема Поллард Софія Грегоревич Шарлотт Мак-Оліфф (забіг) | 3.31,47     | Велика БританіяШарлотт Генріч Емма Голмс Кара Дакоста Ребекка Грів Джессіка Астілл (забіг) Ненді Кігую (забіг) | 3.32,80     |
| Ходьба 10000 метрів       | Чжома Байма КНР                                                                                           | 43.26,60    | Чень Мейлін КНР                                                                             | 44.30,67 PB | Аарті Індія | 44.39,39    |
| Стрибки у висоту          | Ангеліна Топич Сербія                                                                                     | 1,91        | Ізобель Луїсон-Роу Австралія                                                                | 1,89 PB     | Кармен Бруус Естонія                                                                                           | 1,89 SB     |
| Стрибки з жердиною        | Моллі Гейвуд США                                                                                          | 4,47        | Магдалена Раутер Австрія                                                                    | 4,15 PB     | Трайфіна Г'юетт Австралія                                                                                      | 4,15        |
| Стрибки у довжину         | Дельта Амідзовські Австралія                                                                              | 6,58 PB     | Софія Бекмон США                                                                            | 6,54        | Юлія Адамчик Польща                                                                                            | 6,34        |
| Потрійний стрибок         | Шаріфа Давронова Узбекистан                                                                               | 13,75       | Лі І КНР                                                                                    | 13,55       | Еріка Сарачені Італія                                                                                          | 13,46 PB    |
| Штовхання ядра            | Акаома Оделуга США                                                                                        | 17,34       | Мартіна Мазурова Чехія                                                                      | 16,38 PB    | Чіан Чинг-юань Китайський Тайбей                                                                               | 16,01 NU20R |
| Метання диска             | Хань Бінян КНР                                                                                            | 57,57 PB    | Хуан Цзинжу КНР                                                                             | 56,47       | Марлі Райківаса Австралія                                                                                      | 56,25       |
| Метання молота            | Чжаньге Дзяле КНР                                                                                         | 68,95       | Валентина Савва Кіпр                                                                        | 67,21       | Вілле Віскелеті Угорщина                                                                                       | 64,94       |
| Метання списа             | Янь Цзиї КНР                                                                                              | 63,05       | Чу Пінь-хсунь Китайський Тайбей                                                             | 54,28       | Евелін Блісс США                                                                                               | 54,01       |
| Семиборство               | Яна Кошчак Хорватія                                                                                       | 5807        | Луція Аклін Швейцарія                                                                       | 5755 PB     | Аделя Ткачова Чехія                                                                                            | 5601        |

### Змішана дисципліна
| Дисципліни   | Золото                                                                | Золото        | Срібло                                                                                      | Срібло  | Бронза                                                               | Бронза  |
| ------------ | --------------------------------------------------------------------- | ------------- | ------------------------------------------------------------------------------------------- | ------- | -------------------------------------------------------------------- | ------- |
| 4×400 метрів | АвстраліяДжордан Гілберт Белла Паскуалі Джек Дегуара Софія Грегоревич | 3.19,27 AU20R | ПольщаЯкуб Шарапо Вікторія Гайош Станіслав Стшелецький Зофія Томчик Міхал Кієвський (забіг) | 3.20,44 | КНРФу Хаожань Ван Ялунь Умаєр Айлісієр Лю Інлань Сюй Сіньфен (забіг) | 3.21,27 |

## Медальний залік
| Місце                | Країна                        | Золото | Срібло | Бронза | Загалом |
| -------------------- | ----------------------------- | ------ | ------ | ------ | ------- |
| 1                    | США                           | 8      | 4      | 4      | 16      |
| 2                    | Ефіопія                       | 6      | 2      | 2      | 10      |
| 3                    | КНР                           | 4      | 4      | 3      | 11      |
| 4                    | Ямайка                        | 4      | 0      | 1      | 5       |
| 5                    | Кенія                         | 3      | 3      | 1      | 7       |
| 6                    | ПАР                           | 3      | 2      | 2      | 7       |
| 7                    | Австралія                     | 2      | 7      | 5      | 14      |
| 8                    | Чехія                         | 2      | 2      | 2      | 6       |
| 9                    | Хорватія                      | 2      | 1      | 0      | 3       |
| 10                   | Нідерланди                    | 1      | 1      | 1      | 3       |
| 11                   | Британські Віргінські Острови | 1      | 1      | 0      | 2       |
| 11                   | Кіпр                          | 1      | 1      | 0      | 2       |
| 11                   | Сербія                        | 1      | 1      | 0      | 2       |
| 14                   | Німеччина                     | 1      | 0      | 2      | 3       |
| 15                   | Нова Зеландія                 | 1      | 0      | 0      | 1       |
| 15                   | Норвегія                      | 1      | 0      | 0      | 1       |
| 15                   | Словенія                      | 1      | 0      | 0      | 1       |
| 15                   | Туніс                         | 1      | 0      | 0      | 1       |
| 15                   | Узбекистан                    | 1      | 0      | 0      | 1       |
| 15                   | Франція                       | 1      | 0      | 0      | 1       |
| 21                   | Польща                        | 0      | 3      | 1      | 4       |
| 22                   | Канада                        | 0      | 2      | 1      | 3       |
| 23                   | Швейцарія                     | 0      | 2      | 0      | 2       |
| 24                   | Велика Британія               | 0      | 1      | 3      | 4       |
| 25                   | Італія                        | 0      | 1      | 2      | 3       |
| 25                   | Уганда                        | 0      | 1      | 2      | 3       |
| 25                   | Угорщина                      | 0      | 1      | 2      | 3       |
| 25                   | Японія                        | 0      | 1      | 2      | 3       |
| 29                   | Китайський Тайбей             | 0      | 1      | 1      | 2       |
| 29                   | Таїланд                       | 0      | 1      | 1      | 2       |
| 31                   | Австрія                       | 0      | 1      | 0      | 1       |
| 31                   | Мексика                       | 0      | 1      | 0      | 1       |
| 33                   | Фінляндія                     | 0      | 0      | 2      | 2       |
| 34                   | Індія                         | 0      | 0      | 1      | 1       |
| 34                   | Ірландія                      | 0      | 0      | 1      | 1       |
| 34                   | Іспанія                       | 0      | 0      | 1      | 1       |
| 34                   | Барбадос                      | 0      | 0      | 1      | 1       |
| 34                   | Естонія                       | 0      | 0      | 1      | 1       |
| Загалом (38 збірних) | Загалом (38 збірних)          | 45     | 45     | 45     | 135     |

## Українці на чемпіонаті
До складу збірної України увійшли 19 спортсменів.
| Юніори (9) | Юніори (9)        | Юніори (9)     | Юніори (9)       |
| Місце      | Атлет             | Дисципліна     | Результат        |
| ---------- | ----------------- | -------------- | ---------------- |
|            | Михайло Брудін    | диск           | 61,69            |
|            | Ілля Саєвський    | спис           | 71,73 (72,61)[a] |
|            | Артем Черкашин    | молот          | 67,63 (69,00)[a] |
|            | Роман Горбачов    | ходьба 10000 м | 42.27,80 PB      |
|            | Едуард Муравський | ходьба 10000 м | 42.34,99 PB      |
| кв         | Ілля Бобровник    | жердина        | 4,95             |
| кв         | Антон Нагорняк    | довжина        | 7,41             |
| кв         | Станіслав Чирва   | ядро           | 16,86            |
| кв         | Станіслав Клочко  | спис           | 61,97            |

| Юніорки (10) | Юніорки (10)                                                     | Юніорки (10) | Юніорки (10)        |
| Місце        | Атлетка                                                          | Дисципліна   | Результат           |
| ------------ | ---------------------------------------------------------------- | ------------ | ------------------- |
|              | Поліна Дзерожинська                                              | молот        | 64,07               |
|              | Діана Мирошніченко                                               | довжина      | 6,22                |
|              | Аліна Кишкіна                                                    | 100 м з/б    | 13,51 (13,37 PB)[a] |
|              | Анна Карандукова Діана Мирошніченко Уляна Степанюк Аліна Кишкіна | 4×100 м      | 45,64 (45,26)[a]    |
|              | Альбіна Зайцева                                                  | семиборство  | 5349                |
|              | Ангеліна Шепель                                                  | ядро         | 14,95               |
| пф           | Уляна Степанюк                                                   | 100 м        | 11,80               |
| заб          | Христина Федущак                                                 | 200 м        | 24,56               |
| кв           | Альона Часс                                                      | потрійний    | 12,81               |
| кв           | Карина Авраменко                                                 | спис         | 46,05               |

a  У дужках вказаний більш високий результат, що був показаний на попередній стадії змагань (у забігу чи кваліфікації).